# Varlaam

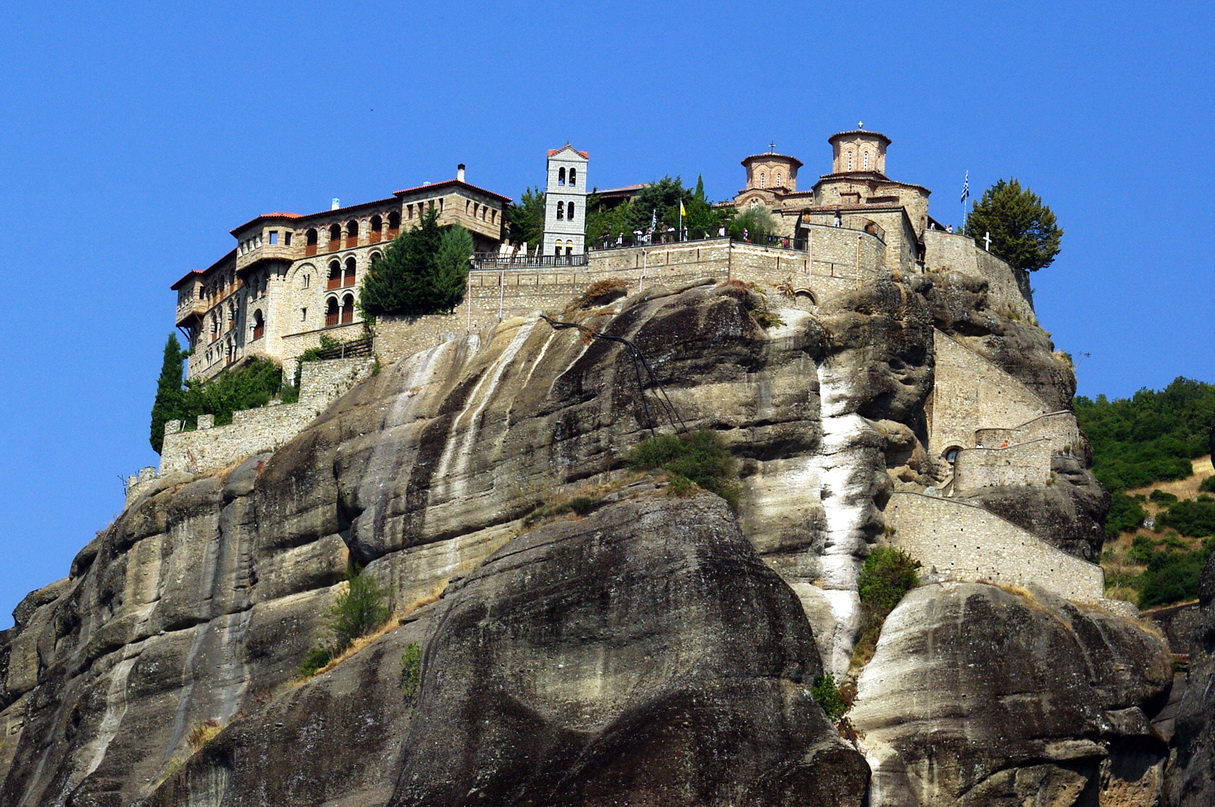
Klostret Varlaam

Varlaam är det näst största klostret i världsarvet Meteora och har fått sitt namn efter en asket och munk, Varlaam, som vid mitten av 1300-talet klättrade upp på klippan, bosatte sig och byggde tre kyrkor. Han fick inga efterföljare, så efter hans död övergavs platsen. 1517 grundades klostret av de rika munkarna Theophanis och Nektarios Apsaradas från Ioanina. Klostret rymmer en samling av reliker samt fresker av den postbysantinska ikonografen Frangos Katelanos. Munkar har bott i klostret i en obruten kedja.